# Hymenophyllum borneense
Hymenophyllum borneense là một loài dương xỉ trong họ Hymenophyllaceae. Loài này được Hook. mô tả khoa học đầu tiên năm 1866.
Danh pháp khoa học của loài này chưa được làm sáng tỏ. 